# 封入体

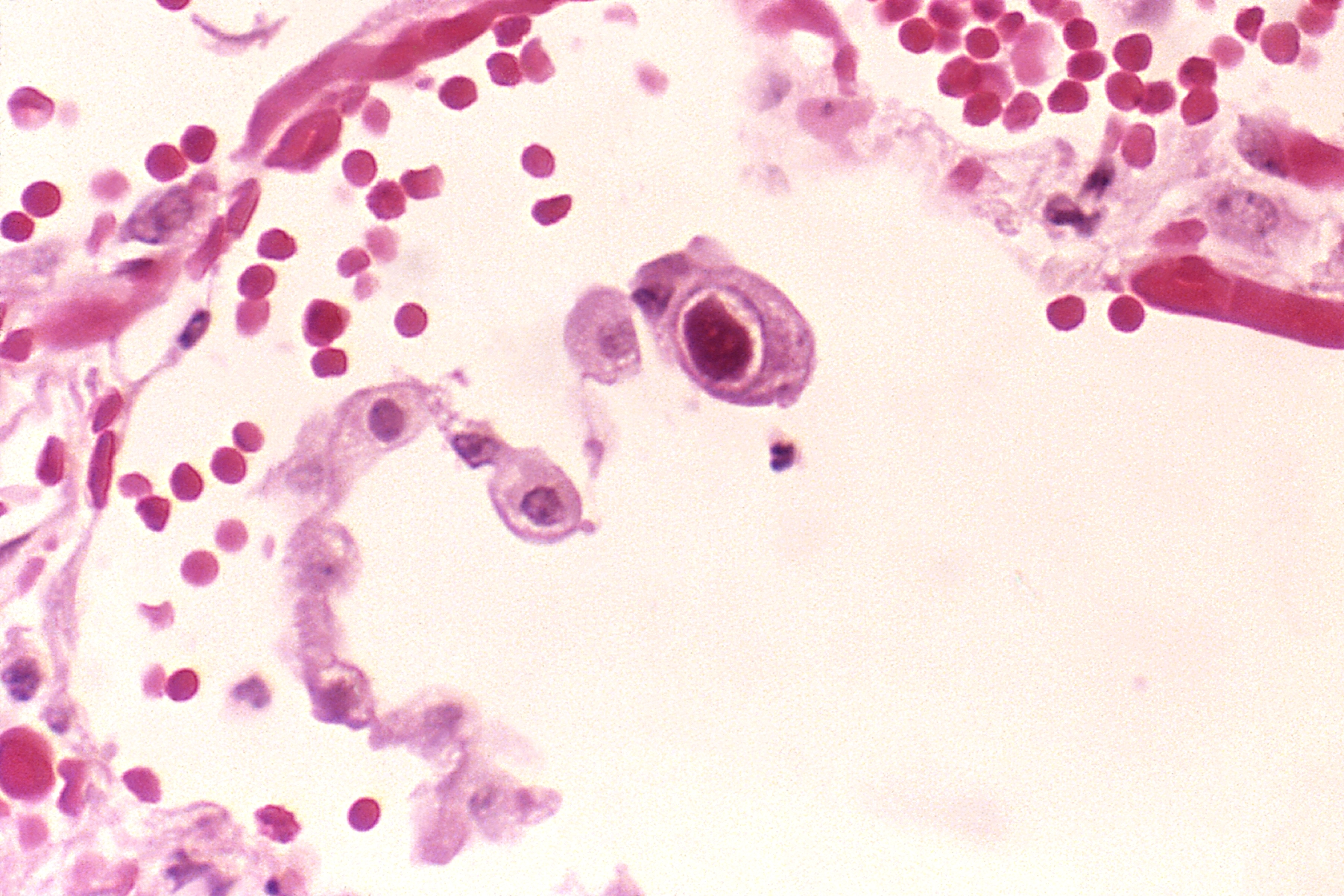
サイトメガロウイルスが感染した細胞の光顕像。ウイルスによる特徴的な核内封入体（中央）が見られる。

封入体（ふうにゅうたい、英:inclusion body）とは異常な物質の集積により形成される細胞内の異染色領域であり、能動的機能を有しない小体。ウイルスやクラミジア感染あるいは重金属中毒において形成されることがある。細胞質内に形成される封入体を細胞質内封入体、核内に形成される封入体を核内封入体、両者に形成される封入体を混合型封入体と呼ぶ。核内封入体には両染性の封入体が核内を満たすfull型と両染性から好酸性の封入体の周囲にhaloが伴うCowdry A型が存在する。例えば、狂犬病では海馬や小脳の細胞質内に好酸性のネグリ小体と呼ばれる封入体を形成することがある。封入体は糖質、脂肪、タンパク質、分泌顆粒、色素、結晶質、異物、細菌、ウイルスなどで構成される。
あるいは遺伝子組み換え等で合成されたタンパク質等が、本来の生体内での状態とは異なる立体構造を構成することによって、不溶性の凝集体として蓄積したもの。そのため、組み換え蛋白等は、尿素等によって溶解後再構成させたりして使用する必要が生じることがある。